# Миколаївська обласна рада

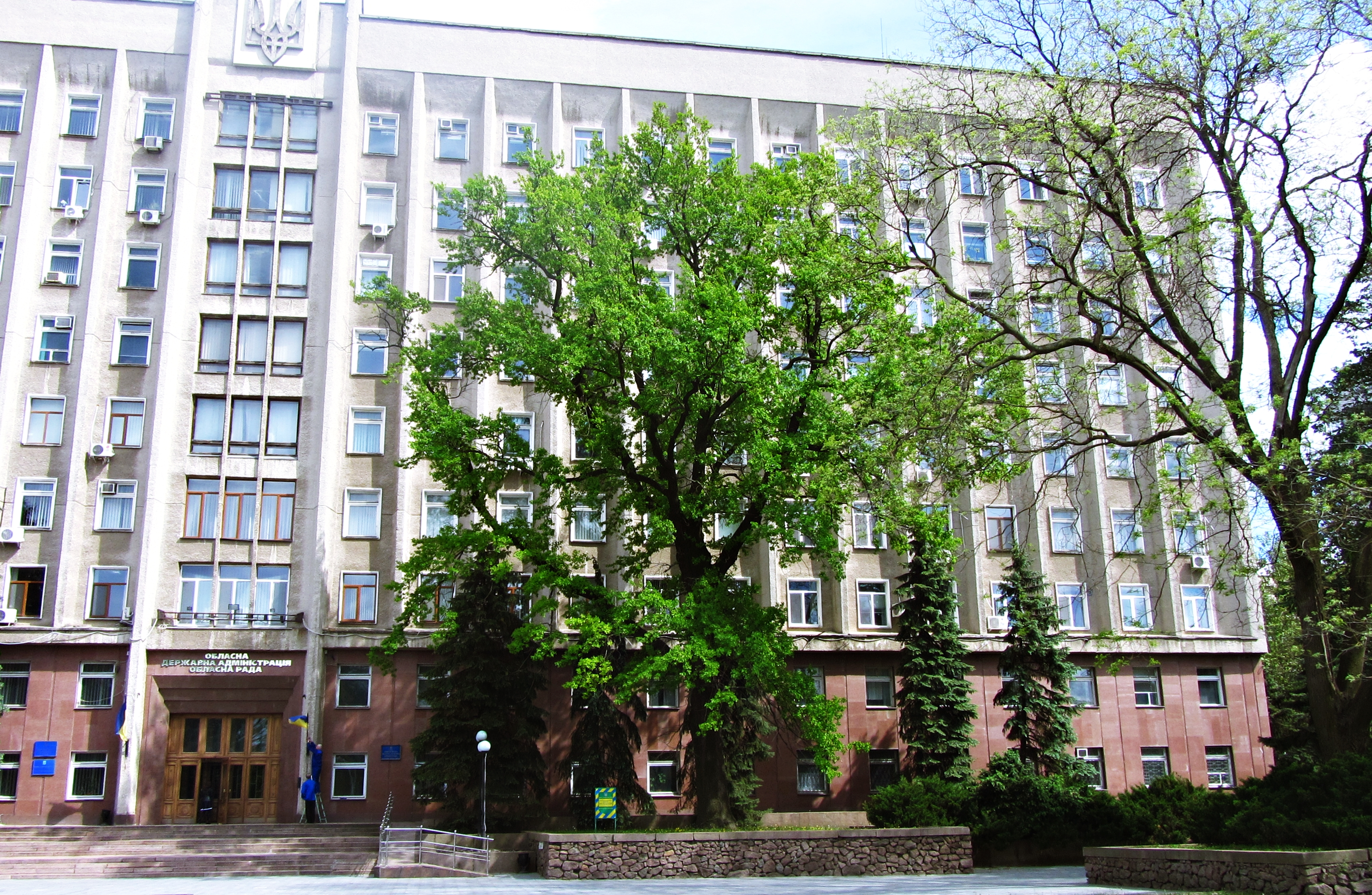
Будівля Миколаївської обласної ради та Миколаївської обласної державної адміністрації

Микола́ївська обласна́ ра́да — є представницьким органом місцевого самоврядування, що представляє спільні інтереси територіальних громад сіл, селищ, міст, у межах повноважень, визначених Конституцією України, Законом України «Про місцеве самоврядування в Україні» й іншими законами, а також повноважень, переданих їм сільськими, селищними, міськими радами.
Обласна рада складається з депутатів, обирається населенням Миколаївської області терміном на п'ять років. Рада обирає постійні і тимчасові комісії. Обласна рада проводить свою роботу сесійно. Сесія складається з пленарних засідань і засідань її постійних комісій.

## Депутати, склад депутатських фракцій і постійних комісій

### V скликання (2006 - 2010)
- Вибори до Миколаївської обласної ради 2006
- Список депутатів Миколаївської обласної ради V скликання

### VI скликання
- Вибори до Миколаївської обласної ради 2010
- Список депутатів Миколаївської обласної ради VI скликання

### VII скликання
- Вибори до Миколаївської обласної ради 2015
- Список депутатів Миколаївської обласної ради VII скликання

     Блок Петра Порошенка (14)

     Наш край (12)

     ВО «Батьківщина» (6)

     Опозиційна платформа — За життя (6)

     УКРОП (6)

     Опозиційний блок (5)

     Відродження (4)

     Нова держава (КПУ) (3)

     Позафракційні (6)

     Вакантні місця (2)

## Голова обласної ради

### Голови Миколаївського обласного виконавчого комітету[1]
1. Столбун Онуфрій Титович — 1937 — листопад 1937
2. Філіпов Іван Маркелович — 1938 — березень 1944
3. Борисов Пантелеймон Михайлович — березень 1944 — березень 1947
4. Терещенко Степан Петрович — березень 1947 — січень 1949
5. Сиволап Михайло Іванович — січень 1949 — березень 1953
6. Назаренко Іван Тимофійович — березень 1953 — березень 1961
7. Ведніков Василь Спиридонович — 1961 — січень 1963
8. Андріанов Володимир Миколайович — січень 1963 — грудень 1964 (промисловий)
9. Ведніков Василь Спиридонович — січень 1963 — грудень 1964 (сільський)
10. Ведніков Василь Спиридонович — грудень 1964 — 1965
11. Барильник Тимофій Григорович — 1965 — липень 1968
12. Куліш Микола Юхимович — липень 1968 — вересень 1975
13. Зайвий Федір Федорович — вересень 1975 — 6 березня 1982
14. Ільїн Віктор Іванович — 6 березня 1982 — 16 грудня 1989
15. Грицай Іван Трохимович — 16 грудня 1989 — 8 квітня 1990
16. Башкіров Михайло Володимирович — 8 квітня 1990 — січень 1991
17. Грицай Іван Трохимович — січень 1991 — 20 квітня 1992

### Голови Миколаївської обласної ради[2]
1. Грицай Іван Трохимович — квітень 1990  — червень 1994.
2. Кінах Анатолій Кирилович — червень 1994  — серпень 1996.
3. Чайка Володимир Дмитрович — серпень 1996  — листопад 1996.
4. Чайка Валентин Семенович — листопад 1996  — липень 2000.
5. Гаркуша Олексій Миколайович — вересень 2000 — березень 2001.
6. Москаленко Михайло Миколайович — березень 2001 — травень 2006.
7. Демченко Тетяна Василівна — травень 2006 — листопад 2010.
8. Дятлов Ігор Сергійович — листопад 2010 — лютий 2014.
9. Кремінь Тарас Дмитрович — лютий 2014 року — квітень 2015.
10. Луста Володимир Вікторович — квітень 2015 року — грудень 2015.
11. Москаленко Вікторія Вікторівна — грудень 2015 року — грудень 2020.
12. Замазєєва Ганна Володимирівна — з грудня 2020 по 10 березня 2023.
13. Табунщик Антон Вікторович — в.о. з 10 березня 2023.